# Carex divisa
Carex divisa é uma espécie de planta com flor pertencente à família Cyperaceae. 
A autoridade científica da espécie é Huds., tendo sido publicada em Flora Anglica 348. 1762.
Os seus nomes comuns são carriço-dividido ou carriço-dos-ganchos.

## Portugal
Trata-se de uma espécie presente no território português, nomeadamente em Portugal Continental e no Arquipélago da Madeira.
Em termos de naturalidade é nativa das duas regiões atrás referidas.

## Protecção
Não se encontra protegida por legislação portuguesa ou da Comunidade Europeia.